# Andrea Tonacci

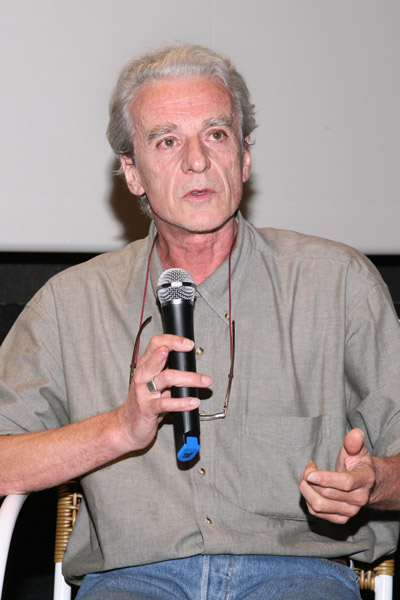
Tonacci em 2009

Andrea Tonacci (Roma, 1944 - São Paulo, 16 de dezembro de 2016) foi um cineasta italiano radicado no Brasil, considerado um dos principais diretores do Cinema Marginal, movimento cinematográfico ocorrido no Brasil na década de 1970.
Filho de italianos, mudou-se para São Paulo com a família aos onze anos de idade. Chegou a cursar Arquitetura e Engenharia na Universidade Presbiteriana Mackenzie, abandonando ambos os cursos para se dedicar ao cinema.
Seu primeiro longa-metragem, Bang-bang, tornou-se um divisor de águas no  Cinema Marginal Brasileiro, sendo escolhido para a Quinzena dos Realizadores do Festival de Cannes.
Em 2006, seu filme Serras da Desordem valeu-lhe os Kikitos de melhor fotografia, melhor filme e melhor diretor no Festival de Gramado.
Em 2010, foi agraciado com a Ordem do Mérito Cultural, maior reconhecimento do governo brasileiro a personalidades que contribuem para o desenvolvimento da identidade cultural brasileira.
Morreu em 16 de dezembro de 2016, vítima de câncer pancreático.

## Filmografia
- 2014 - Já Visto Jamais Visto
- 2008 - Benzedeiras de Minas
- 2006 - Serras da Desordem
- 1998 - Theatro Municipal de São Paulo
- 1997 - Biblioteca Nacional
- 1994 - Bienal Brasil Século XX
- 1994 - Óculos para ver pensamentos
- 1980 -  Os araras (1980-81)
- 1979 - Discursos Canelas
- 1979 - Guaranis do Espírito Santo
- 1977 - Conversas do Maranhão (1977-83)
- 1975 - Jouez encore, payez encore
- 1970 - Bang bang
- 1968 - Blablablá (Média-Metragem)
- 1966 - Olho por olho (Curta-Metragem)